# 용강재
용강재(龍崗齋)는 전라남도 나주시 용곡동에 있는 재실이다. 2018년 3월 27일 나주시의 향토문화유산 제46호로 지정되었다.

## 지정 사유
용강재(龍崗齋)는 정면 4칸, 측면 2칸 규모의 겹집 전각으로 오랜 건립 시기 및 튼실한 구조를 보인다. 일반적으로 제실 건축은 전면에 좁고 개방된 툇간이 있어 제사 의식 시에 중요한 공간으로 쓰이는데 이 제실은 이러한 일반적인 툇간 공간뿐만 아니라 전면으로 공간을 덧대어 1칸 규모 이상으로 매우 넓게 잡음. 이는 제향에 참여하는 유림들의 수가 많아 툇간의 규모를 크게 한 것임을 추정된다. 근대의 건축적 특징을 보여주고 있으며 차양간 설치와 건축의 정교한 조립은 우리나라에서 흔히 볼 수 없는 귀중한 건축적 사례이다.